# Мері-Растіла (квартал)
Мері-Растіла (фін. Meri-Rastila, швед. Havsrastböle) — квартал району Вуосаарі у Східному Гельсінкі, Фінляндія. Площа — 1,90 км², населення — 5261 осіб.
Увійшло до складу Гельсінкі у 1950-х.
Міський пляж на Вартіокюлянлахті.

## Примітки

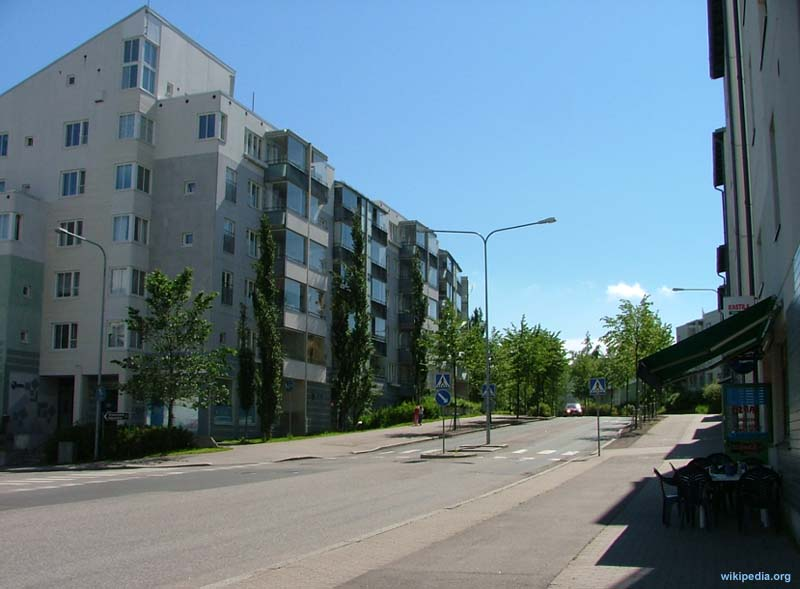
Мері-Растіла
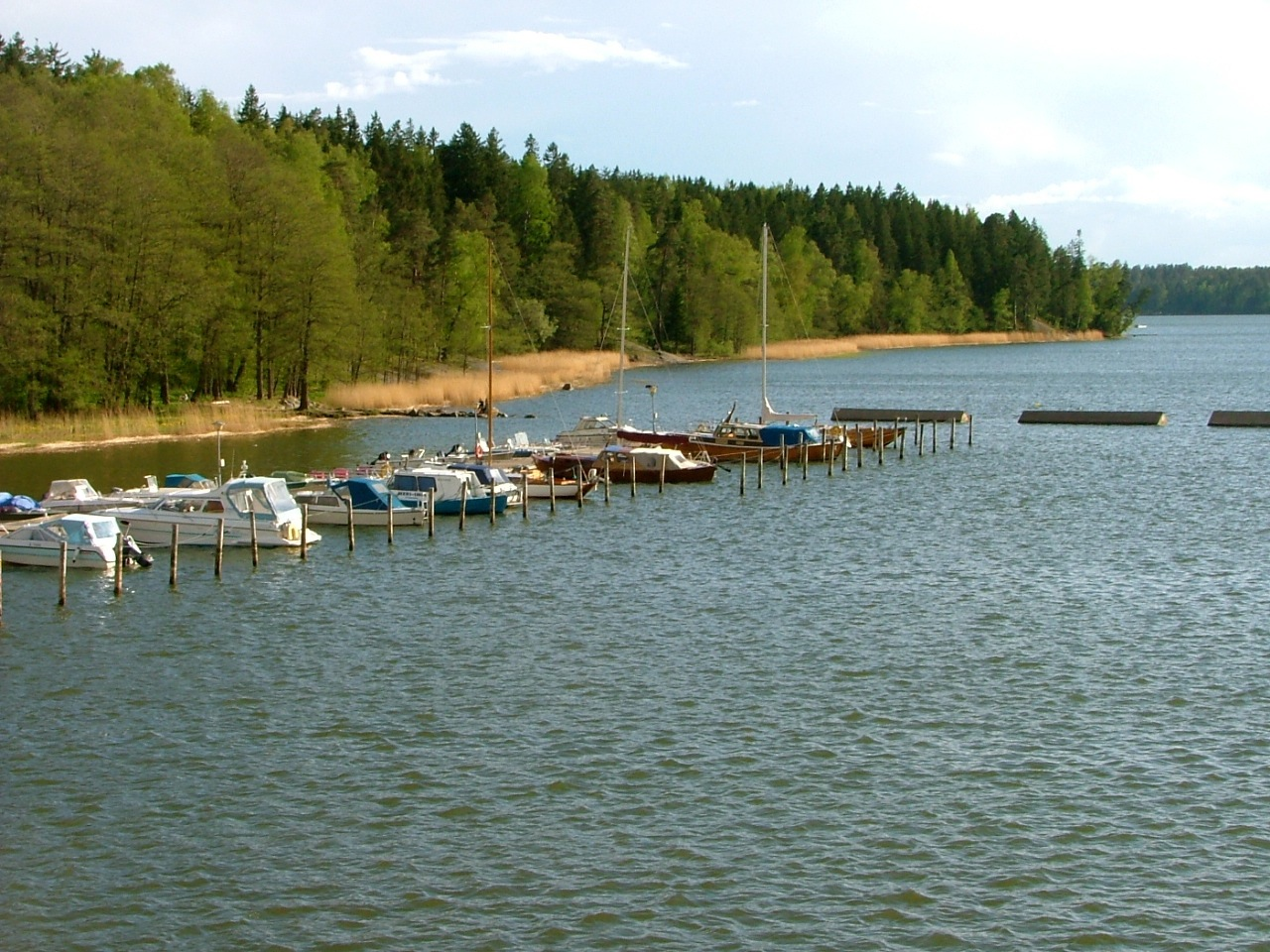
Марина Мері-Растіла